# Mir (títol)
Mir és un títol que deriva del títol àrab d'emir o amir (àrab: أمير, amīr). Va ser adoptat per moltes llengües sota influència islàmica, com el persa (persa: مير), el paixtu i l'urdú, amb el significat de líder d'un clan o tribu a l'Iran, Afganistan i Pakistan.
A l'Iran, mir s'ha fet també servir com a alt rang de noblesa i honor. Aquest títol es fa servir molt a l'Afganistan, el Pakistan, i altres països d'Àsia.
Entre els musulmans, mir/meer s'ha convertit en un sinònim intercanviable de sàyyid o syed, que vol dir ‘parent del profeta Mahoma’ (el cognom Mirpourian és un exemple actual de sàyyid).
Als principats musulmans, molt pocs mirs han assolit el nivell de rebre salutacions d'estat, en particular a l'actual Pakistan, on només dos dels sis tenien prou rang per rebre una salva de canons. Sa Altesa (sent el de més alt rang l'amir de Bahawalpur): el Mir de Khairpur (17 canonades) i el Mir de Hunza (15 canonades).
Al Balutxistan Oriental, mir és el títol que es dona al fill o germà del sardar. Si un mir té dotze mirs per sota d'ell es converteix en sardar. Es va donar als religiosos, com els fills o germans de sàyyid, fins que es va convertir en una obligació per tot l'islam, van fer servir el títol de mir en lloc de sàyyid.
El títol mir va ser també utilitzat pels caps dels clans de la tribu Talpur abans i després de convertir-se en governants de Sind. Avui en dia encara l'utilitzen els seus descendents.

## Títols compostos
Al subcontinent indi, des de l'època mogol, es van fer servir diversos títols compostos en urdú e hindi:
- estils combinats de principats indis, en particular Sahibzada mir
- Mīr-tuzak o tǒzak: Mariscal, en el sentit d'oficial que manté l'ordre en una marxa o processó; el mestre de cerimònies
- Mīr-dah, or Mīr-daha: Comandant, o superintendent, d'una desena: decurió
- Mīr-sāmān: Majordom
- Mīr-shikār: Mestre de caça; també gran falconer
- Mīr-ě-ātash, o Mīr-ātish: Cap de focs artificials; també comandant d'artilleria, Mestre d'ordenança
- Mīr-ě-majlis, escurçat Mīr-majlis: Mestre de ceromònies o president, President de majlis (assemblea)
- Mīr-mahalla: Cap d'una mahal(la), un fortí (d'un poble)
- Mīr-ě-manzil, escurzat Mīr-manzil: Intendent general
- Mīr-munshī: Secretari en cap

Al regne Hindú de Nepal:
- Mir Munshi, derivat de la forma àrab Amir-i-Munshi, és el secretari en cap dels Ministeri d'afers exteriors.
- Mir Umrao, derivat de la forma àrab Amir ul-Umara, 'comandant de comandants': un militar d'alt rang per sota del Sardar, encarregat del comandament d'un fort i els territoris circumdants, l'entrenament i equipament de soldats i el subministrament de material.

## Altres usos
- Hi ha moltes ciutats i pobles al Pakistan que van incorporar al seu nom aquest títol de príncep. És el cas de Mirpur, Caixmir i Mirpurkhas, a Sind.
- A les societats tribals del sud d'àsia, molta gent va utilitzar el títol amb el seu nom o com a part del nom, com és el cas de molts títols (especialment kan), no només aquells que tenien un elevada posició dins la tribu.
- Mir és el nom d'una tribu al Pakistan.